# مت گالا
مت گالا (به انگلیسی: Met Gala) یک مراسم سالانه برای هنرمندان و طراحان دنیای مد برای جمع‌آوری کمک‌های مالی برای انستیتو طراحی لباس (Costume Institute) است که در موزهٔ هنر متروپولیتن نیویورک برگزار می‌شود.
مت گالا در سال ۱۹۴۸ به عنوان راهی برای جمع‌آوری پول برای مؤسسه جدید لباس تأسیس شد و افتتاحیه نمایشگاه سالانه آن بود. اولین گالا شام نیمه شب بود و بلیط‌ها هر کدام پنجاه دلار بود. بر اساس میراثی که دایانا وریلند، سردبیر سابق وگ به عنوان «مشاور ویژه» در مؤسسه لباس به جا گذاشتند، از سال ۱۹۷۳ مت گالا به عنوان یک رویداد لوکس و پرفروش شناخته شده‌است و «جواهری در تاج اجتماعی شهر نیویورک» محسوب می‌شود.
مت گالا به عنوان یکی از برجسته‌ترین و منحصر به فردترین رویدادهای اجتماعی در جهان شناخته می‌شود. همچنین یکی از بزرگ‌ترین شبهای جمع‌آوری کمک در شهر نیویورک است، با ۹ میلیون دلار در ۲۰۱۳ جمع‌آوری شده و رکورد ۱۲ میلیون دلار در سال بعد. مت گالا یکی از برجسته‌ترین منابع تأمین مالی برای این مؤسسه است، با مشارکت‌های پیش‌بینی شده در مجموع پس از رویداد ۲۰۱۹ از زمان تصدی آنا وینتور در سال ۱۹۹۵ از ۲۰۰ میلیون دلار فراتر می‌رود.

## تاریخچه
مراسم مت گالا مهم‌ترین رویداد در بخش مد و فشن است. این مراسم اولین بار در سال ۱۹۴۸، توسط النور لمبرت (Eleanor Lambert)، روزنامه‌نگار مد و از مدیران این مجموعه، با هدف جمع‌آوری و کمک به حفظ لباس‌های تاریخی انستیتو طراحی لباس برگزار شد.
آنا وینتور، سردبیر وگ و رئیس هیئت مدیره رویداد گالا از سال ۱۹۹۵ (به جز سال‌های ۱۹۹۶ و ۱۹۹۸) بر کمیته مزایا و فهرست مهمانان نظارت می‌کند، و کارکنان وگ فهرست دعوت شدگان را گردآوری می‌کنند.در سال ۲۰۱۴ قیمت هر بلیط برای کسانی که خارج از فهرست مهمانان رسمی بودند برای افزایش انحصاری بودن این رویداد از $۱۰٬۰۰۰ به $۳۰٬۰۰۰ آمریکا افزایش یافت. فهرست سالیانه مهمانان حدوداً به ۶۵۰ یا ۷۰۰ نفر محدود می‌شود.

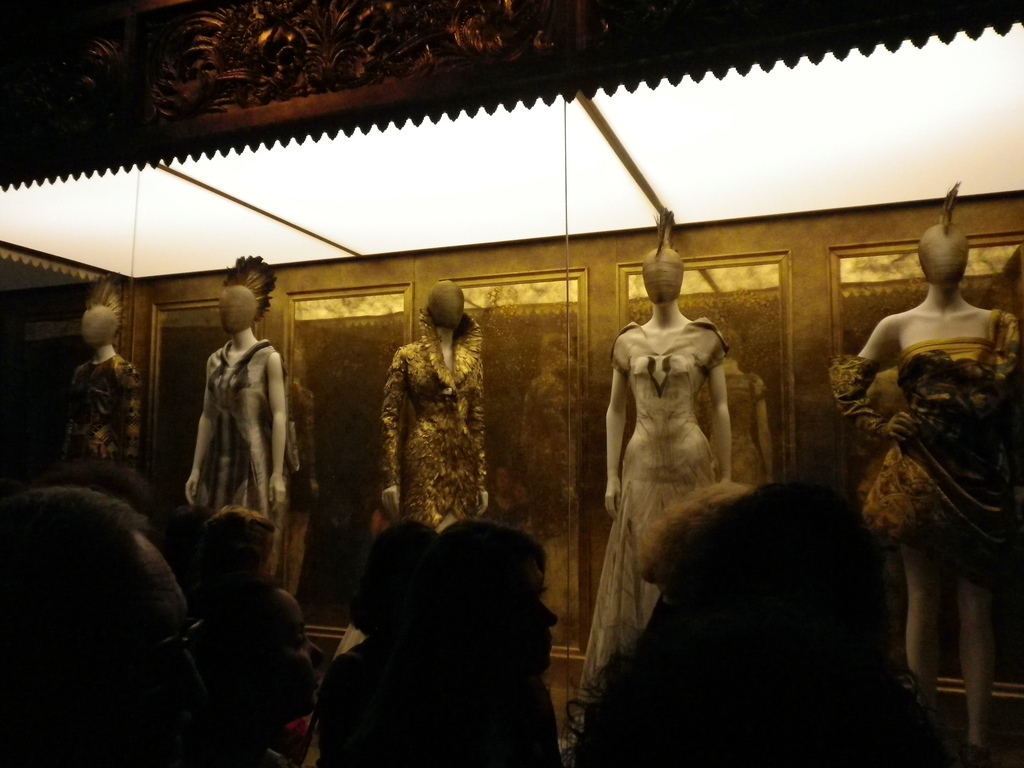
Savage Beauty exhibition

مت گالای ۲۰۲۰ به دلیل همه‌گیری کرونا لغو شد. این جشن در سال ۲۰۲۱ از سر گرفته شد اما به جای ماه مه، در سپتامبر برگزار شد.

## زمان و مکان مراسم
مراسم مت گالا هر سال در اولین دوشنبه ماه مه برگزار می‌شود. مهمانان این جشن خیریه که بیشتر بازیگران، خوانندگان، سلبریتی‌ها، افراد ثروتمند و گاهی نیز سیاست‌مداران هستند، توسط آنا وینتور (سردبیر مجله وگ) انتخاب و تأیید می‌شوند. شرکت کنندگان با دعوت‌نامه یا خرید بلیط مراسم، با لباس‌ها و اشیای تزیینی مرتبط با موضوع تعیین شده برای مهمانی در موزه حاضر می‌شوند.
جشن مؤسسه لباس مت یک مزیت بزرگ برای جمع‌آوری کمک‌های مالی است که به عنوان جشن افتتاحیه نمایشگاه سالانه مُد مؤسسه عمل می‌کند. پس از این رویداد، نمایشگاه به مدت چند ماه ادامه دارد. به عنوان مثال، نمایشگاه ۲۰۱۴ قرار بود از ۸ مه تا ۱۰ اوت ۲۰۱۴ برپا شود. این رویداد، با حضور شخصیت‌هایی از هنر، مد، جامعه بالا، فیلم و موسیقی، از سال ۱۹۴۸ در مت برگزار شد و به عنوان اولین رویداد سالانه فرش قرمز صنعت مد در نظر گرفته می‌شود. مدهای فرش قرمز آن به‌طور گسترده‌ای عکس، بررسی، نقد و تقلید می‌شود.این موزه در اولین دوشنبه ماه مه به دلیل برگزاری مراسم جشن برای عموم مردم بسته‌است.

## تم مراسم
تم مراسم هر سال ۶ ماه پیش از تاریخ برگزاری این مراسم، از طرف موسسه طراحی لباس تعیین و اعلام می‌شود. و میهمانان با لباس‌هایی متناسب با تم اعلام شده آن سال در فرش قرمز این مراسم شرکت می‌کنند.

## نگارخانه

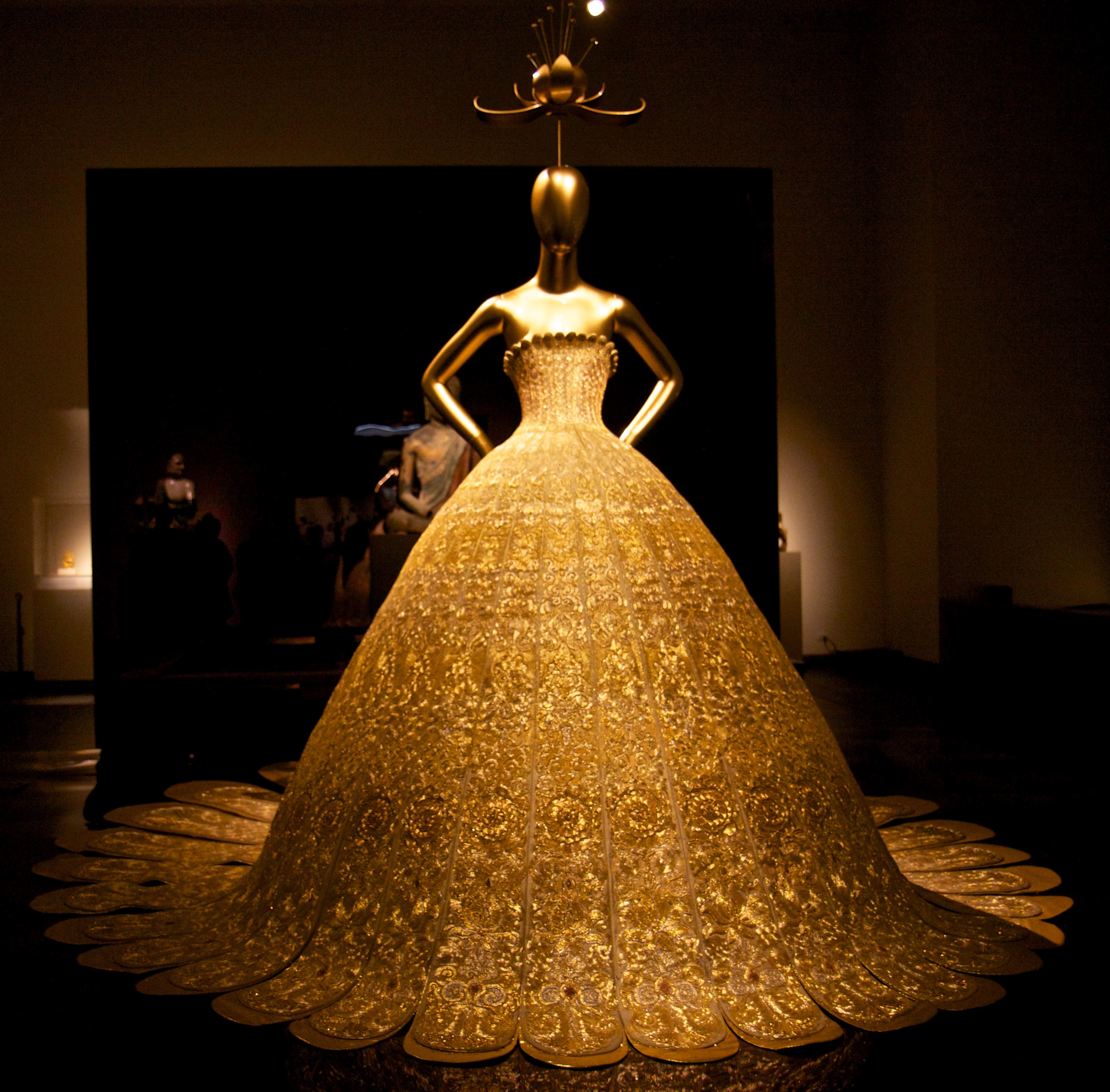
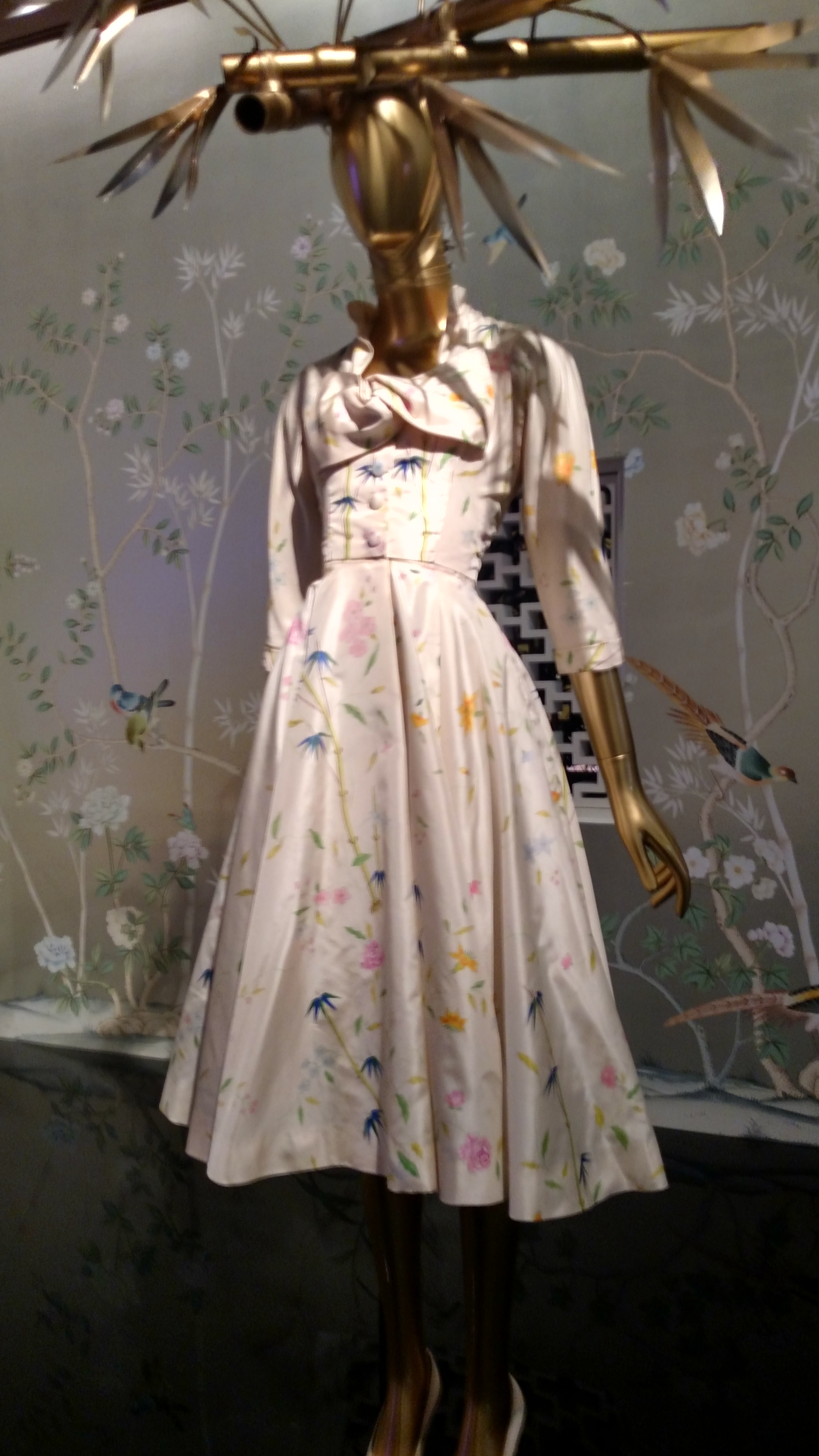
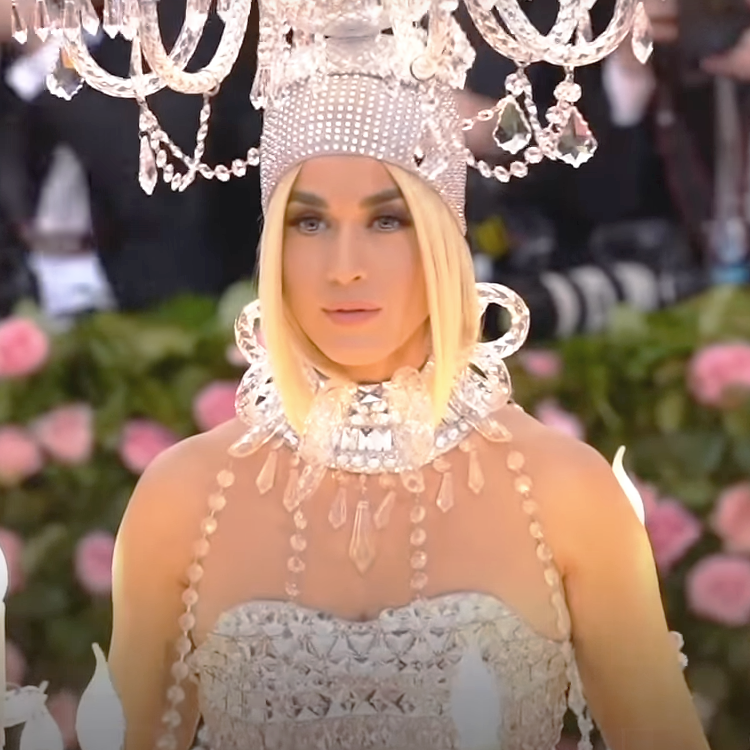
استفاده از یک لوستر در جشنواره مت گالا توسط کیتی پری